# Stazione di Shiozaki
La stazione di Shiozaki (塩崎駅?, Shiozaki-eki) è una fermata ferroviaria della città di Kōfu, nella prefettura di Yamanashi, e serve la linea linea principale Chūō della JR East. Dista 142,7 km dal capolinea di Tokyo.

## Linee
East Japan Railway Company
■ Linea principale Chūō

## Struttura
La fermata è dotata di due marciapiedi laterali, con due binari passanti su terrapieno. Il fabbricato viaggiatori è di piccole dimensioni, posizionato lungo il binario lato Kofu, e non è presente alcun sottopassaggio per accedere al secondo binario, per cui è necessario attraversare i binari presso un vicino passaggio a livello. 
| 1 | ■ Linea principale Chūō | per Kami-Suwa e Matsumoto            |
| 2 | ■ Linea principale Chūō | per Kōfu, Hachiōji, Shinjuku e Tokyo |

## Stazioni adiacenti
| «                     | Servizio              | »                     |
| Linea principale Chūō | Linea principale Chūō | Linea principale Chūō |
| --------------------- | --------------------- | --------------------- |
| Ryūō                  | -                     | Nirasaki              |